# Могольско-сефевидская война (1622—1623)
Война между Империей Великих Моголов и и Сефевидами 1622—1623 годов велась за важный город-крепость Кандагар в Афганистане, между империей Сефевидов и империей Великих Моголов.

## История
Персидский шах Аббас Великий (1588—1629) хотел захватить стратегически важную крепость в Кандагаре, поскольку он потерял её в 1595 году. В 1605 году губернатор Герата Хосейн хан осадил город, но упорная оборона губернатора Моголов Шах Бега Хана и прибытие в следующем году армии Великих Моголов вынудили Сефевидов отступить. С завершением Османско-сефевидской войны (1603—1618) шах Аббас был в достаточной безопасности для войны на своей восточной границе, поэтому в 1621 году он приказал собрать армию в Нишапуре. После празднования нового года в Табас-Гиляки на юге Хорасана шах Аббас присоединился к своей армии и двинулся на Кандагар, куда прибыл 20 мая и сразу же начал осаду. Хотя могольский падишах Джахангир имел информацию о передвижениях персов, он не спешил реагировать, и без подкрепления небольшой гарнизон из 3000 человек не мог продержаться долго.
Император Джахангир (1605—1627) попросил своего старшего сына и наследника Хуррама (будущего Шах-Джахана), который находился в Манду в Декане, возглавить военную кампанию, но Хуррам уклонился от назначения, опасаясь потерять свою политическую власть, пока он будет вдали от императорского двора. Силы помощи, которые Великие моголы смогли собрать, оказались слишком малы, чтобы снять осаду, поэтому после 45-дневной осады 22 июня пал Кандагар, за которым вскоре последовал Заминдавар. После укрепления города и назначения Гандж Али хана губернатором города, персидский шах Аббас вернулся в Хорасан через Гур, покорив по пути беспокойных эмиров в Чагчаране и Гарчистане . Восстание Хуррама привлекло внимание Великих Моголов, поэтому весной 1623 года в лагерь шаха прибыл посланник Великих Моголов с письмом от императора Джахангира, в котором он признавал потерю Кандагара и положил конец конфликту.